# Barranc de Miret
El barranc de Miret és un barranc del terme municipal de Conca de Dalt, al Pallars Jussà, en el territori dels antics municipis d'Hortoneda de la Conca (naixement i primer tram) i de Claverol (més de la meitat del recorregut i desembocadura).
Es forma al vessant sud-oest de la Serra de Pessonada, a la Tremor, des d'on davalla cap a ponent, fent amples revolts a causa del trencat del terreny, i va a passar al sud del poble de Sant Martí de Canals. S'aboca en la Noguera Pallaresa en aigües del pantà de Sant Antoni, al sud-oest de la Casa de la Manduca.